# Psychotria wiakabui
Psychotria wiakabui là một loài thực vật có hoa trong họ Thiến thảo. Loài này được W.N.Takeuchi mô tả khoa học đầu tiên năm 2001.